# Геддал
Геддал — село в комуні Нутодден у фюльке Телемарк, Норвегія, у минулому — центр однойменної парафії. Село насамперед відоме своєю ставкіркою.

## Етимологія
Давньоскандинавська форма імені була Heitrardalr. Перший елемент — це родовий відмінок колишньої назви річки Хайтр, тепер відомої як Геддела, притока річки Шієнсельва. Останнім елементом є dalr, що означає долина або долина. Початкове значення назви річки невідоме. До 1918 року назву міста писали, як Hitterdal або Hiterdal. З 1918 року місто стало зватись Геддал.

## Історія
На базі парафії Гіттердал у ході норвезької адміністративної реформи 1838 року було утворено однойменну комуну. Нутодден був відокремлений від Геддалу і як місто, і як окрема комуна в 1913 році. Згодом, 1 січня 1964 року Геддал було включено в комуну Нутодден.
Протягом певного часу входило до складу фюльке Вестфолл-ог-Телемарк.

## Географія
Геддал лежить на річці Яртдела.

## Визначні люди
- Еґіл Берґсланд (1924—2007), норвезький політик лейбористської партії
- Турольф Буґґе (1879—1935), норвезький профспілковий діяч і політик
- Олеа Крегер (1801—1855), колекціонер фольклору, який видавав старі народні мелодії.